# Svjetski dan nepušenja
Svjetski dan nepušenja održava se svake godine 31. svibnja. Potaknula ga je Svjetska zdravstvena organizacija 1987. godine.

## Aktivnosti
Svakogodišnji je povod za aktivnosti i priopćenja zdravstvenih organizacija i inicijativa.
Osim zahtjeva za pravnu zaštitu pušača, osobito na dnevnom redu stoji sudjelovanje pojedinaca i institucija u akcijama zaštite nepušača: lijepi se plakate na razne objekte, ustanove ili u prostorije i provode se rasprave. Pokušava se motivirati pušače na prestanak pušenja.

## Vanjske poveznice
- WHO-Webstranica  Arhivirana inačica izvorne stranice od 28. rujna 2007. (Wayback Machine)